# 웨이드-자일스 표기법

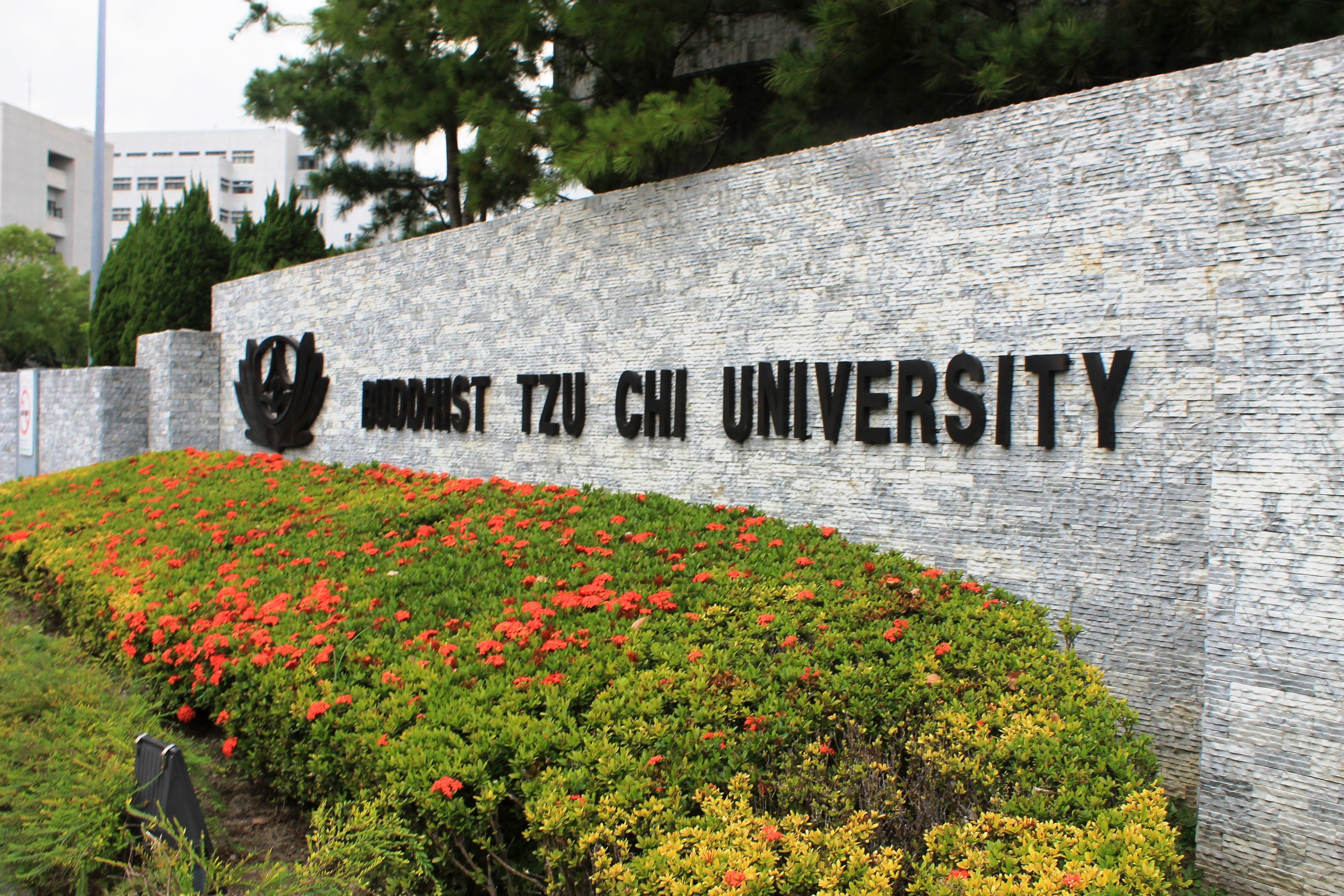

웨이드-자일스 표기법(영어: Wade–Giles, 중국어: 韋氏拼音, 한어 병음: Wéi Shì Pīnyīn, 웨이드-자일스: Wei2 Shih4 Pʻin1-yin1, 중국어: 威妥瑪拼音, 한어 병음: Wēi Tuǒmǎ Pīnyīn, 웨이드-자일스: Wei1 Tʻo3-ma3 Pʻin1-yin1)은 중국어의 로마자 표기법의 일종으로, 19세기 중반에 토머스 프랜시스 웨이드 경이 만들어 허버트 자일스가 1892년에 완성하였다.